# 蒂勒斯塔國家公園
蒂勒斯塔國家公園（瑞典語：Tyresta nationalpark）是瑞典的一個國家公園。蒂勒斯塔國家公園大約距斯德哥爾摩20 km（12 mi）。蒂勒斯塔國家公園面積27 km2（10 sq mi）。